# Den nya Grottesången

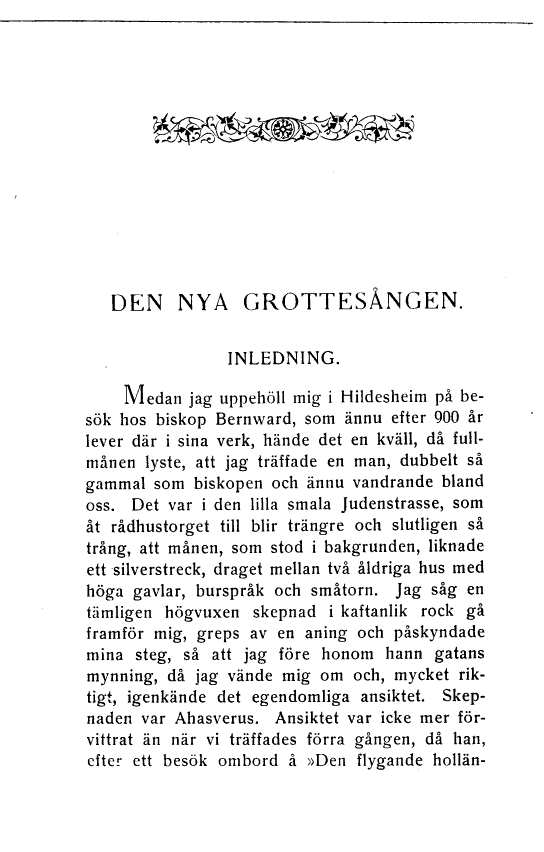
Första sidan till "Den nya Grottesången" från Dikter II, 1914.

"Den nya Grottesången" är en dikt av den svenske författaren och poeten Viktor Rydberg. Tendensdikten, som första gången gavs ut i Dikter (andra samlingen) 1891, är central bland Rydbergs 1890-talsverk och framstår som en av de mest samhällskritiska. Den har beskrivits som en uppgörelse med den industriella kapitalismens rovdrift och industrisamhällets förmenta fasor. Mycket av den akademiska diskussionen om dikten har handlat om hur man egentligen ska förstå diktens politiska budskap, och i vilken mån den ger uttryck för Rydbergs faktiska ståndpunkter.
"Den nya Grottesången" har därtill haft en stor påverkan på arbetarrörelsen i Sverige, och influerade bland annat poeter som Gustaf Fröding och Dan Andersson. Ernst Wigforss menade att det var "Den nya Grottesången" – snarare än Karl Marx – som gjorde honom till socialist. Dikten har kallats en av de djärvaste tendensdikterna i den svenska 1800-talslyriken, och jämte Esaias Tegnérs "Svea" den främsta indignationsdikten från samma epok. 
På formnivå är den experimentell, med varierande versmått och nydanande rim och radbrytningar som väckte mycket uppmärksamhet i samtiden. Verket har i sin helhet översatts till finska två gånger. Delar har översatts till engelska.

## Tillkomst
Under sent 1870-tal undervisade Viktor Rydberg i filosofi och kulturhistoria vid Göteborgs undervisningsfond (numera Göteborgs universitet). Fokuset på filosofi och kulturhistoria gav ämnen, motiv och kunskaper som också återkom i författarskapet. 1870-talets filosofiska studier bidrog på så vis till den idédiktning som Rydberg i allt högre grad ägnade sig åt. Myter återkom i verk som Fädernas gudasaga men även dikter som "Vårdträdet" – och "Den nya Grottesången".
Ursprungligen, när kontraktet skrevs under 4 september 1891, var tanken att trycka Vapensmeden tillsammans med bland annat "Den nya Grottesången" i en samlad Dikter II som skulle få undertiteln "Vers och prosa". I augusti hade Rydberg haft 54 sidor poesi som skulle passa till samlingen, och planer för ytterligare trettio sidor. Målet var att prosa skulle utgöra fyra femtedelar av verket, och poesi en femtedel. Vapensmeden blev dock längre än tänkt, och i september började Rydberg därtill arbeta på "Den stora Grottesången". Enligt traditionen ska han ha fått inspiration till sången efter att ha informerats om diskussioner kring barnarbete i en pågående utredning.
I början av oktober 1891 bidrog den framväxande "Den nya Grottesången" till att diktbeståndet ökade från 80 till 120 sidor, och i slutet av oktober 1891 bestämde man sig för att dela verken till Vapensmeden samt Dikter II. Dikter II blir totalt 160 sidor, varav 151 upptas av dikter och övriga består av bland annat en "efterskrift" på prosa som Den nya Grottesången har försetts med. Man lägger dessutom till några av dikterna från Vapensmeden, bland annat "Gläns över sjö och strand" (tillsammans med en prosaingress).
Vapensmeden gavs ut först, i november 1891, och blev en försäljningssuccé (med 5 000 sålda exemplar bara under julhandeln 1891). Förlaget var oroligt att Vapensmeden och Dikter II skulle konkurrera med varandra på julmarknaden, men insåg detta för sent. Detta tycks dock inte ha blivit ett större problem, då Dikter II gick lika bra som Vapensmeden.

## Utgivning

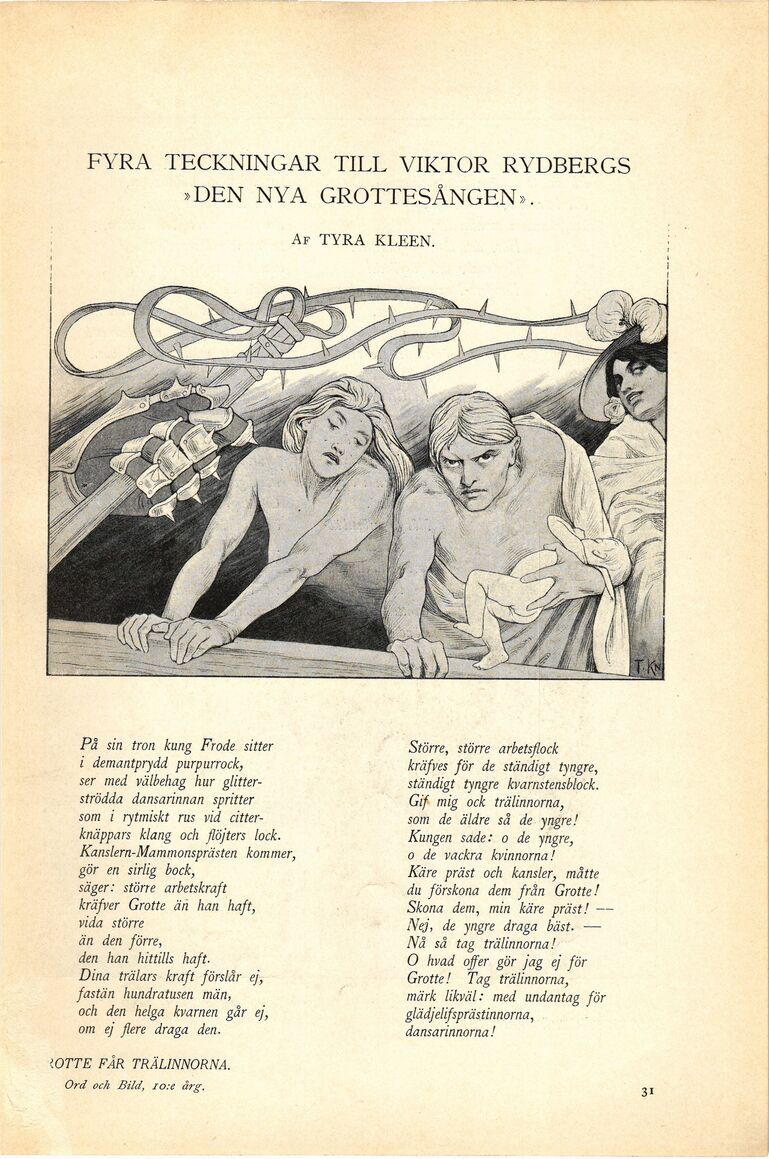
Illustrerad upplaga av dikten, med teckningar av Tyra Kleen. Ord&Bild 1901.

Ursprungligen publicerades "Den nya Grottesången" i Rydbergs andra diktsamling, Dikter (andra samlingen), från 1891. Mellan 1896 och 1996 kom "Den nya Grottesången" ut i 47 fullständiga utgåvor. Den har också publicerats helt eller delvis i en rad lyrikantologier, som ofta har tagits fram specifikt för svenskundervisning i skolan. Karl Warburg förde samman Rydbergs två Dikter till en volym, och så har Dikter vanligtvis getts ut även därefter. Såväl när Dikter har getts ut som två som en volymer har "Den nya Grottesången" inkluderats. De enda undantagen från detta är några utgåvor av Rydbergs verk i urval, samt Hans Lindqvists utgåva av Valda dikter som gavs ut mellan 1948 och 1966.
Utgivningen av "Den nya Grottesången" har varit ganska konstant sedan den första gången gavs ut, och under 1900-talet gavs den ut i åtminstone en utgåva per årtionde. Allra flest tryckningar skedde under 1920-talet, då den trycktes tio gånger. Den har också ofta tagits med i antologier över svensk lyrik, som exempelvis Lars Gustafssons Svensk dikt, men då oftast i utdrag. Hela sviten, och då även dess avsnitt som är skrivna på prosa, trycktes dock i "Realismen och efterromantiken", den fjärde delen av antologin Svensk litteratur från 1995. Den trycktes även i sin helhet i en antologi från Timbro förlag 2023. Under nästan hela tiden sedan första utgivningen har dikten i någon form funnits i handeln.
1901 gav tidskriften Ord&Bild ut "Den nya Grottesången" med symbolistiska illustrationer av Tyra Kleen.

## Form och struktur
Dikten föregås av en inledning. Därefter utgörs själva dikten av sex avsnitt, i tur och ordning:
1. Grotte får trälinnorna
2. Grotte får trälbarnen
3. Grotte är vorden en världsmakt
4. Grotteproblemet
5. Grotte på afstånd och nära håll
6. Till Herren Sebaot

Efter de avslutande orden i "Herren Sebaot" följer en efterskrift, som bland annat innehåller kanslern-Mammonsprästens festpredikan.
Dikten är på många sätt ett formexperiment. Rimmen och radbrytningarna var nydanande och väckte mycket uppmärksamhet i samtiden. När det kommer till versmått och form rör det sig trots inte om fornnordisk vers utan snarare en stor blandning av olika versmått. Grundmetern i dikten är fyrtaktiga trokéer, men med kortare verser inskjutna. Vid flera tillfällen ändras dock metriken, för att återspegla diktens innehåll och handling. Det sker exempelvis i en episod där trälbarnen vandrar tillsammans med sina föräldrar mot kvarnen, och därmed mot en säker död. När de i solnedgången ser kvarnens glöd ändras metern, och utgörs i stället av lyriska, fallande blandverser med inrim i raderna:
 
Guldvågen kommer i strålar, som höja sig,
spruta mot zenit och dröja och böja sig
När Rydberg skildrar det inre helvetet sker det dock i stället på stigande blandvers:

och klagan och hån

och vin och dån

bli en enda röst

som ur helvetets bröst.
Efter detta återgår metern plötsligt till fyrtaktig troké:

Vilket vimmel över ängden!

Grottekvarnens glitterskal

öppnar sig för nyanlända

trälaskaror utan ända
I diktens avslutande avsnitt, "Till Herren Sebaot", riktar trälen sin bön till Herren Sebaot på fri vers i biblisk stil. När Kanslern-Mammonsprästen avslutar dikten med sin festpredikan sker det på jambisk vers, som i ett festtal av Esaias Tegnér:

Ur egoismen växer klassintresset

för oss, de höge spelarna, trumfässet

uti vår politik, real och hälsosam.
Litteraturvetaren Kristian Wåhlin menar att Rydberg med sina versformer har tagit dem i innehållets tjänst på ett nydanande sätt, för att fånga industrisamhällets tonfall och rytm.

## Innehåll

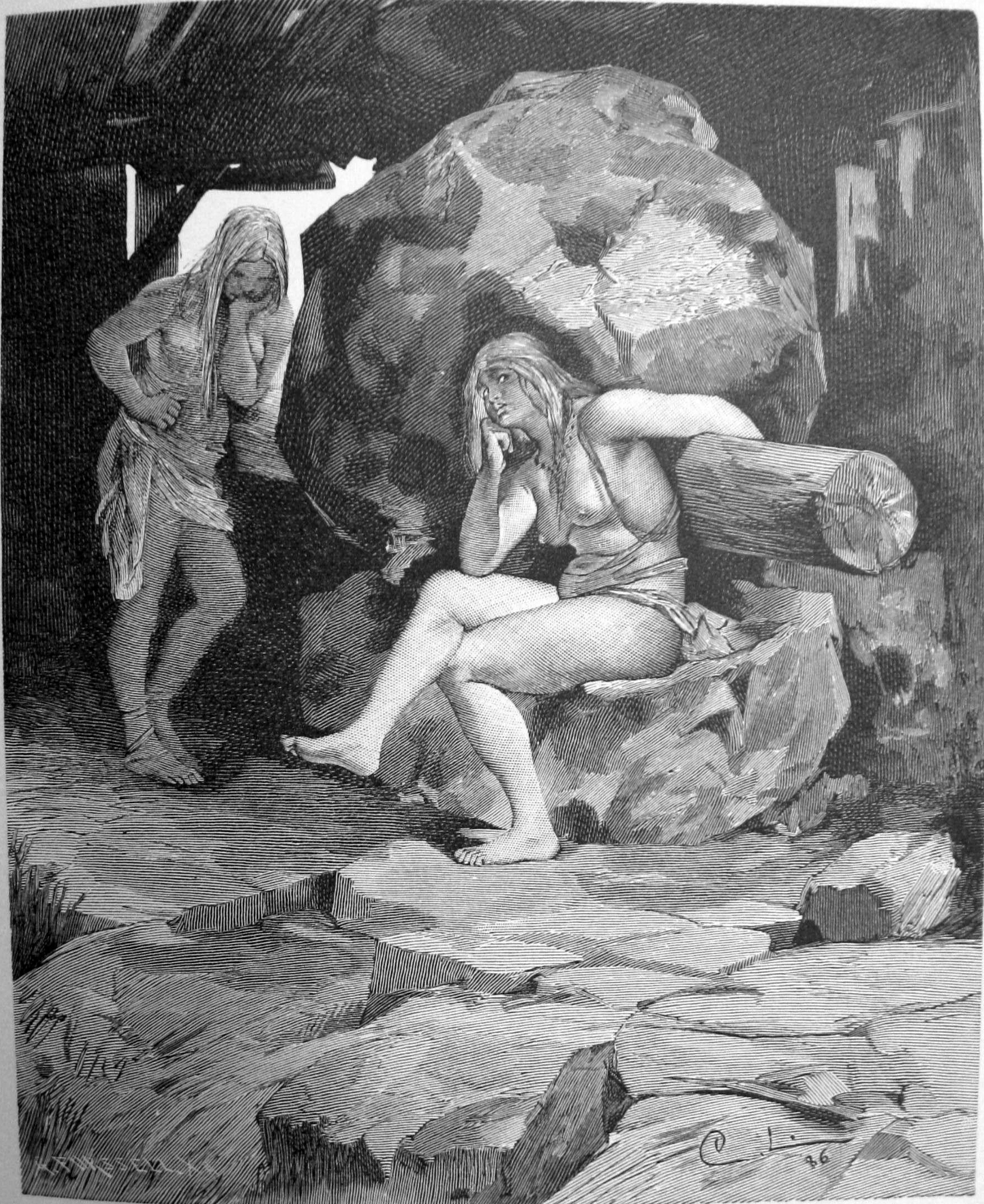
I "Den nya Grottesången" återberättas sägnen om Fenja och Menja vid kvarnen Grotte, hämtad ur Den poetiska Eddan.

Nordisk folktro och fornnordisk mytologi präglade Viktor Rydbergs diktning från Lille Viggs äventyr till "Den nya Grottesången". Det sammanföll med en tidsperiod i svensk litteratur, det så kallade nittiotalet, då kopplingen mellan myt och politik ständigt var aktuell, och "Den nya Grottesången" var en del av detta. I "Den nya Grottesången" användes myten om kvarnen Grotte som maler ner allt som ägaren så önskar, från "Grottesången" i Den poetiska eddan. I "Den nya Grottesången" handlar det dock i överförd, metaforisk betydelse i stället om industrialismens baksidor. Den allegoriska tolkningen utarbetas på rik detaljnivå.

### Inledningen
I inledningen stöter berättaren, som är på besök hos biskop Bernward i Hildesheim, på Ahasverus på Judenstrasse. Det är sista gången som Ahasverus dyker upp i Rydbergs diktning, och nu som ensam auktoritet till skillnad från i tidigare dikter som "Prometeus och Ahasverus". Under mötet med berättaren ger han uttryck för en mycket pessimistisk syn på samtiden. Människosläktet närmar sig sin undergång, säger Ahasverus profetiskt, men "det är min tröst. Den ohyggliga Grottekvarnen skall upphöra att mala." Därmed introduceras Grotte-myten som diktens motiv.
 

När Grottemotivet har introducerats återberättar berättaren den fornnordiska myten om Grottesången, vilket görs på följande sätt:
En sägen förtäljer, att jättemörna Fenja och Menja hade roat sig med att från underjorden kasta upp två klipphällar på Midgards yta. Någon gjorde av dessa hällar kvarnstenar och skänkte dem till konung Frode Fridleifsson. Ödet ville, att samma jättemör tillfångatogos under ett krig i Svitiod och såldes som trälinnor till Frode, som lät dem draga kvarnen, kallad Grotte. De malde guld och trygghet åt konungen och fred åt hans folk och välvilja mellan människor. Men då Frode, förhärdad av guldlystnad, vägrade dem nödig vila, malde de eld och död över honom och läto kvarnen gå med sådan fart, att stenarna sprucko och resvirket störtade ihop.
Nu har dock hela universum blivit en Grottekvarn: "Måtte då demonerna komma snart, som grupp hennes vridstång och svänga henne så, att hon maler sig själf i stycken." Inledningen gör det tydligt att Grottesången, som hämtad ur Eddan, här används som en symbol för industrialiseringen.
Strax därefter går Ahasverus, men innan han går överlämnar han en pergamentrulle till berättaren, och det är innehållet i denna pergamentrulle som utgör själva dikten.

### Diktens sex avsnitt
"Den nya Grottesången" handlar i överförd betydelse om det industriella näringslivet och dess svagheter, i synnerhet om vad Rydberg såg som företagsledares bristande respekt för arbetarklassens villkor. I "Den nya Grottesången" är det arbetarklassen – trälarna – inklusive kvinnor och barn, som får kvarnstensblocken att mala åt näringslivet, något som "Kanslern-Mammonprästen" rättfärdigar åt den vankelmodige kungen:

På sin tron kung Frode sitter,

i demantprydd purpurrock,

ser med välbehag hur glitter-

strödda dansarinnan spritter

som i rytmiskt rus vid citter-

knäppars klang och flöjters lock.

Kanslern-Mammonsprästen kommer,

gör en sirlig bock,

säger: större arbetskraft

kräfver Grotte än han haft,

vida större

än den förre,

den han hittills haft.

Dina trälars kraft förslår ej,

fastän hundratusen män,

och den helga kvarnen går ej,

om ej flere draga den.

I det första kapitlet skildras hur Grottekvarnen får tillgång till trälinnorna, och i det andra hur kvarnen får tillgång till trälbarnen. För att få kvarnarna att mala ännu snabbare uppfinner prästen i det tredje avsnittet, "Grotte är vorden en världsmakt", ett nytt medel – konkurrens:

Konung, det är konkurrens;

hur den eggar, hetsar, sporrar,

sticker, stinger, gnager, borrar,

hur den sveder och den bränns!

så kan Grottekvarnen snart
gå med rent helvetisk fart.
Andreas Hedberg i sin avhandling pekar på hur Viktor Rydberg fick det allt svårare att ställa sig bakom liberalismens krav på fri konkurrens, vilket bland annat framkommer i det här avsnittet. I den näst sista delen av diktsviten, "Grotte på avstånd och nära håll" växlar Rydberg nivå, med scener som skildrar trälarnas perspektiv med metonymisk närhet.
I det sista stycket i diktsviten ber en av de kämpande trälarna, utklädd till harlekin på den årliga Mammonsfesten, till Herren Sebaot att jorden går under så att bödlarna får sitt straff. Dikterna föregås av en instruktion, som förtäljer att "med anledning av Mammonsfesten är han, liksom de andra trälarne, klädd till harlekin och målad i ansiktet, så att han tyckes skratta." Trälen ber Herren Sebaot om hämnd över sina bödlar, men i det ögonblick då han blir säker om att få gehör för sin sak ber han också om förbarmande för sina bödlar. Trälens växling mellan hämnd och förlåtelse har liknats vid bland annat Søren Kierkegaards gudsbild, och i synnerhet berättelsen om den kusk som med hjälp av piskan tvingar sina hästar till den yttersta ansträngning, för hästarnas förmenta frälsning. Till skillnad från Kierkegaard gör Rydberg dock ingen skillnad mellan Guds och människans rättfärdighet, utan Rydberg låter i stället påskina det gudomliga i det mänskliga. Ett exempel på detta är när trälen i "Till Herren Sebaot" uttrycker:
Är det då en gnista
af din egen rättfärdighet,
tänd i din afbilds hjärta,
som bränner mina lungor,
att de framskälfva dessa rop?
Är det Du, som ropar ur mitt bröst?
varpå diktjaget svarar:
Det är Hans rättfärdighet, som bränner ditt hjärta.
Det är Han, som ropar ur ditt bröst.

### Efterskrift
Efterskriften till Grottesången har inte alltid inkluderats när dikten har återtryckts. Rydberg själv betraktade efterskriften som en separat text, men Karl Warburg slog samman Grottesången och efterskriften när han gav ut Rydbergs samlade skrifter. Sedan dess har efterskriften tryckts i samband med Grottesången i majoriteten av utgåvorna, med undantag för Svenska Akademiens klassikerutgåva av Dikter från 1996. Efterskriften innehåller bland annat en hård kritik mot socialismen, samt sätter upp "kristusläran" som en motbild till Grottekvarnens praktiska materialism. Gustaf Rosenqvist såg, i efterskriften, Rydberg som en tidig kritiker mot de som menade att tro och naturvetenskap var oförenligt, i synnerhet i följande citat:
| ”                                                       | För den som känner naturvetenskapens metod, som är tillämplig allena på världens mekaniska aspekt, är det icke underligare att Gud ej påträffas där, än att urmakaren ej påträffas inne i sitt fickur. Naturvetenskapens själfva metod är sådan, att den icke kan sätta häfstänger eller bräckjärn mot något ideellt. | „ |
| – Viktor Rydberg, Efterskrift till Den nya Grottesången | |   |

## Tolkningar
Diktens politiska slutsatser har diskuterats omfattande i såväl den mediala offentligheten som inom akademin. Den tidiga receptionen och forskningen läste i hög grad dikten bokstavligt, som uttryck för Viktor Rydbergs åsikter. Under nittonhundratalets andra hälft och i tilltagande grad mot århundradets slut betonade forskningen i stället de tvetydiga, ironiska inslagen i diktens komposition. Det faktum att dikten är uppbyggd som ett ofullständigt fragment (efterlämnat av Ahasverus), berättat ur olika perspektiv (Ahasverus, trälens, kanslern-mammonprästens och berättarens) och med olika stilgrepp (bön, sång, predikan, prosa, för- och efterord) menar man gör att det är svårt att utröna vad Rydbergs åsikt egentligen är, och huruvida det ska tolkas som en social-politisk pamflett eller en filosofisk idealists invändning mot vad han såg som en samtid präglad av materialism.

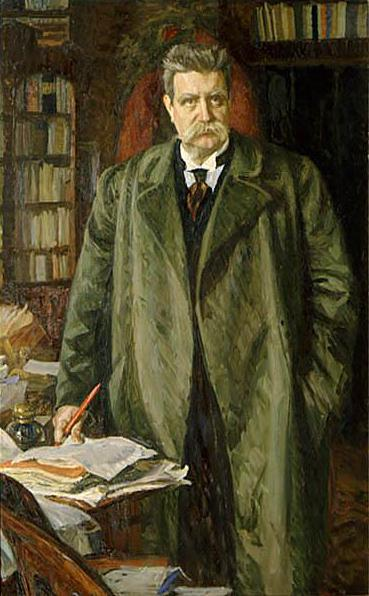
Hjalmar Branting har läst dikten som en symbol får de negativa följderna från ett dåligt inrättat samhällssystem.

Diktens tolkningshistoria bjuder på två huvudsakliga läsarter, där den ena betonar diktens efterord och anför att det är Rydbergs röst. Enligt denna filosofiskt präglade läsart bör dikten ses som en invändning mot de nya materialistiska tankegångarna under det sena 1800-talet, och i synnerhet mot industrialismen. Den andra läsarten tar mer fokus på den sociala än den filosofiska aspekten, och betonar hur dikten fungerar som en symbol för vilka negativa följder ett dåligt inrättat samhällssystem kan få. Denna läsart betonar dikten i högre grad än efterordet. Hjalmar Branting gav 1892 uttryck för den senare läsarten, vilket även bland annat Victor Svanberg, Per Meurling, Hans O. Granlid och Ernst Wigforss har gjort. Många litteraturhistoriska översiktsverk, i synnerhet för skolan under det tidiga 1900-talet, har i stället poängterat den filosofiska läsarten.
En fråga som har varit central i den akademiska diskussionen är huruvida "Den nya Grottesången" ger uttryck för liberala, socialistiska eller konservativa åsikter. Birthe Sjöberg menar att "Den nya Grottesången", såväl som Vapensmeden, skildrar "striden mellan fritt tänkande och auktoritärt förtryck inom både samhälle och kyrka", och att dessa bägge verken med sitt fokus på samhällets orättvisor och förtryck visar att Viktor Rydbergs liberala ideal kvarstod under hela livet. Magnus Jerneck sätter i en liknande analys in dikten i den kontext under 1800-talets slut, där medelklassen i allt högre grad oroade sig över det traditionella jordbrukssamhällets kollaps och hotet från industrialiseringen och urbaniseringen, och där vänsterliberala ledamöter av riksdagen lyckades driva igenom lagar som saktade ned vad Jerneck kalar för en oönskad modernisering. I det sammanhanget jämför Jerneck dikten med Jules Vernes Begums 500 miljoner och den krigiska staden "Stahlstadt". Liknande jämförelse har också gjorts med Emile Zolas Den stora gruvstrejken.
Olle Holmberg skrev 1935 att Rydberg förvisso "uttalat sympatier för åsikter som allmänt gingo under namnet socialistiska", men att vad gäller "Den nya Grottesången" fanns det naturligtvis "många liberala element i Rydbergs åskådning." Idéhistorikern Rolf Lindborg slog under 1980-talet fast att "Den nya Grottesången" var skriven i den "utopiska religiösa socialismens" anda, och Gunnar Sundberg menade i Genom hägringar och natt att Rydberg "stod mycket närmare de socialister som politiskt anknöt till Februarirevolutionen, än de liberaler som tenderade att negligera de sociala problemen i t.ex. Dickens England." Andreas Hedberg menar i stället i sin avhandling att "Den nya Grottesången", tillsammans med Vapensmeden och Den hvita rasens framtid visar på en tilltagande moderniseringskritisk tendens hos Viktor Rydberg.
Den pessimistiska syn som dikten ger uttryck för, bland annat från Ahasverus sida, tillsammans med andra kritiska uttalanden om Socialdemokraterna och det svenska näringslivets industrialisering, har i sin tur av flera kritiker och litteraturvetare kallats konservativ, och som att Rydberg lämnat sin ungdoms liberala ideal.

## Påverkan

### Påverkan på den samtida litteraturen

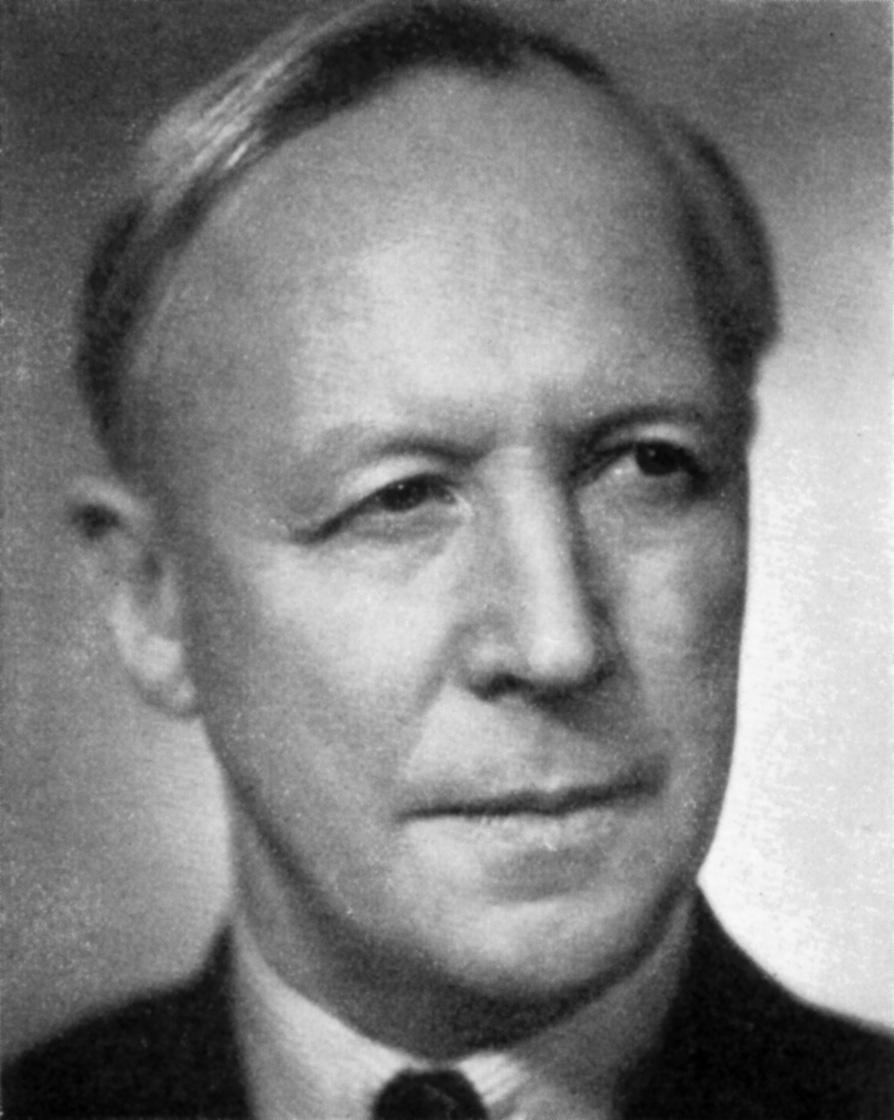
Ernst Wigforss menade att det var Viktor Rydberg, tack vare "Den nya Grottesången", och inte Karl Marx som hade gjort honom till socialist.

"Den nya Grottesången" fick snabbt mycket stort genomslag, och hade en stor påverkan på den samtida poesin. Dikten gav upphov till en antikapitalistisk, teknologikritisk tradition, och redan på 1890-talet införlivades grottekvarnssymboliken i språkbruket hos den framväxande arbetarrörelsen.
Tack vare dikten blev bilden av kapitalismen som en malande kvarn återkommande hos flera arbetardiktare under 1900-talet, och i sina anteckningar antyder en poet som Gustaf Fröding att "Den nya Grottesången" hade gett hans egen dikt, "Den gamla goda tiden", "något av sin egen tankegång och stämning". Arbetarförfattare som Leon Larson, Gustav Hedenvind-Eriksson, Fabian Månsson och Dan Andersson plockade också upp dikten och dess grottekvarnssymbolik i sina egna respektive författarskap. Dikten spreds också genom arbetarpressen samt olika särtryck och uppläsningar. Det förekom exempelvis att man tryckte utdrag ur diktsviten på ettbladstryck för att kunna sprida massvis.
Dikten fick således stort genomslag i den tidiga arbetarrörelsen, trots att Viktor Rydberg i efterordet till "Den nya Grottesången" fördömde socialismen som en gudlös irrlära. Nils Afzelius jämförde i Selma Lagerlöf – Den förargelseväckande "Den nya Grottesången" med Antikrists mirakler, såväl i skildringen av barnarbete som i bedömningen av socialismen, där den sistnämnda utpekar materialismen som den stora folkrörelsens stora misstag.
Samtidigt var samtida författare som Oscar Levertin och Verner von Heidenstam betydligt mer skeptiska till "Den nya Grottesången", och kunde inte ställa sig bakom samtidskritiken i verket. De bägge författarna var i centrum för nittiotalets litteratur, och såg Rydberg som en förebild och föregångare, inte minst i hans idealism och filosofiska djup och fokus på de stora mänskliga frågorna (till skillnad från vad de exempelvis menade var fallet med naturalismens litteratur). Just "Den nya Grottesången" kunde de dock inte ställa sig bakom. Oscar Levertin menade exempelvis, i sin recension i Ord&Bild, att dikten poetiskt sett är ett "tadellöst mästerverk, som ensamt skulle bereda dess upphofsman bestående hågkomst i vår litteraturhistoria." Tankegångarna hade Levertin däremot flera invändningar mot, och kallar honom orättvis och "halftänkt". Levertin menade i stället att människors intresse för och sympati med de nödställda aldrig hade varit större än i samtiden, och att bildningen bara blivit mer, inte mindre, historiskt intresserad. Hjalmar Branting var också delvis kritisk mot Grottesången. Han uppskattade dess engagemang för utsatta arbetare, men inte kritiken av socialismen i efterordet.f 

### Eftermäle

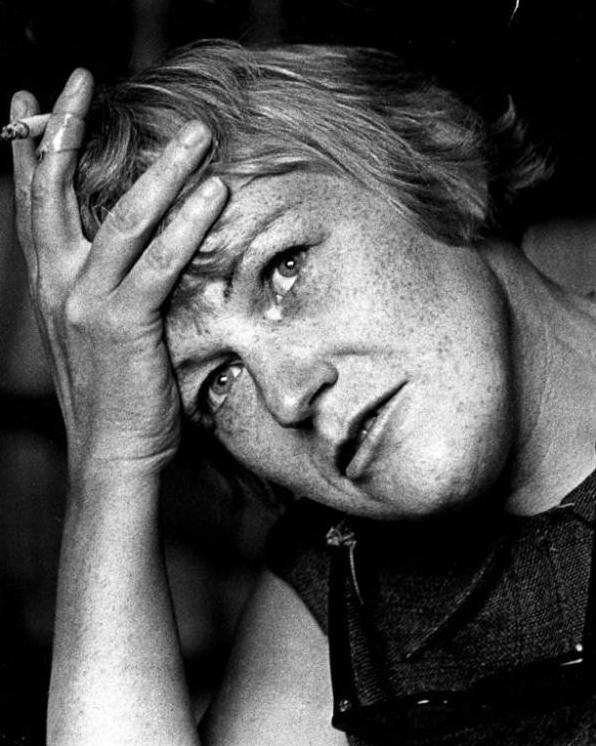
Sonja Åkesson inspirerades av dikten i "Besök på Sandvikens Jernverk".

Dikten kom även senare under 1900-talet att ha stor påverkan på svensk arbetarlitteratur. Sonja Åkesson inspirerades exempelvis av dikten när hon skrev "Besök på Sandvikens jernverk" (1970), och Folke Fridell döpte sin debutroman till Tack för mig – grottekvarn. Karin Mamma Andersson har använt sig av grottekvarnssymboliken i sitt verk Grottekvarn ("Treadmill").
Socialdemokraten Ernst Wigforss har sagt att det var Rydberg, snarare än Karl Marx, som gjorde honom till socialist: "Har det någonsin i mina ådror flutit några droppar av det blod man kallar revolutionärt, har jag ärvt dem från Viktor Rydberg, inte från Karl Marx". Den pedagogiska beskrivningen av kapitalismen, i såväl teoretiskt som praktiskt hänseende, tillsammans med den sociala och politiska indignation som dikten ger uttryck för, gjorde att den passade väl in i arbetarrörelsens opinionsbildning.
Birthe Sjöberg menar att de idéer som Rydberg ger uttryck för i dikten liksom i Den hvita rasens framtid (1895), och som ligger i linje med John Maynard Keynes idéer och i viss mån även Bertil Ohlins, appellerade till Ernst Wigforss politiska syn, inte minst hur Rydberg samtidigt kritiserar både liberalismens laissez faire-politik och marxismens lösningar på kapitalismens problem.
I Epoker och diktare. Allmän och svensk litteraturhistoria från 1972 skriver Hans Lindström ett kapitel om Viktor Rydberg. Han menar att Rydberg innehade ”den ojämförligt mest centrala och inflytelserika positionen i svensk litteratur" från mitten av artonhundratalet till August Strindbergs genombrott, men klargör också att "Den nya Grottesången" är "den mest upprörda och upprörande sociala tendensdikt som vår poesi äger".
Enligt litteraturvetaren Andreas Hedberg är "Den nya Grottesången" det enda samhällskritiska verket av Rydberg som fortfarande på 2000-talet kvarstår i det allmänna medvetandet (jämte Singoalla, "Tomten", "Gläns över sjö och strand och recitativet ur "Jubelfestkantaten"). Torsten Hegerfors kallade dikten för det svenska 1800-talets mäktigaste indignationsdikt jämte Esaias Tegnérs "Svea". Litteraturvetaren Anna Lindén har beskrivit "Den nya Grottesången" som den "kanske skarpaste kritik av industrikapitalismen som formulerats på svenska", medan det enligt Kristian Wåhlin är "den svenska 1800-talslyrikens djärvaste tendensdikt."